# 博哈多爾角
博哈多爾角（Cape Bojador 或 Cape Boujdour，阿拉伯语：‎）是西撒哈拉北岸的海角（headland）和鄰近的小鎮，座標26°08′N 14°30′W / 26.133°N 14.500°W，人口41,178。
隨著撒拉威人（Sahrawi people）遷入博哈多爾角鄰近的小鎭，這個地開始繁榮起來。

## 历史意义
对在地理大发现时代寻找前往非洲和印度之路的欧洲航海家和商人而言，吉尔·埃阿尼什于1434年发现安全绕过博哈多尔角的方法无疑是重大的突破。他早在1433年已经尝试绕过博哈多尔角，却以失败告终。在恩里克王子命令之下，埃阿尼什再接再厉，终于在第二次出海时获得了成功。此前曾有无数欧洲船只冒险进入博哈多尔角四周的险恶海域后不幸失踪，使得民间谣传博哈多尔角附近有海怪出没。20世纪初的葡萄牙作家费尔南多·佩索阿在诗集《音讯》中概括了博哈多尔角对葡萄牙国家与民族的神话般的重要性。他在诗篇中描述了葡萄牙为地理发现付出的重大牺牲。关于绕过博哈多尔角对葡萄牙的象征意义，佩索阿写道“谁要是想越过博哈多尔角，就必须经历痛苦”。海员们都觉得博哈多尔角后方的海面燃烧着烈火，但恩里克王子手下的探险家仍然跨越了这道天险。

## 外部連結
- 衛星圖片 （页面存档备份，存于）